# Logiskt
"Logiskt" är en låt av den svenske rapparen Petter. I låten medverkar sångerskan Annika Norlin under artistnamnet Säkert!. Låten utgavs som den andra singeln från Petters sjätte studioalbum, God Damn It. Petter skrev låten när han kände att han behövde rannsaka sig själv. Låten handlar om alkoholproblem, droger, psykoser och tvivel. Låten producerades av Henrik Oja och Saska Becker. Samplingen av Norlins låt "Någon gång måste du bli själv" kom till när Petter lyssnade på hennes skiva i studion.
Låten mottogs med positiva till blandade recensioner. Vissa tyckte att den var en av Petters bästa låtar och en av de allvarligaste stunderna på God Damn It, medan andra tyckte att den var svag. "Logiskt" nådde nummer tio på Sverigetopplistan och nummer tio på Digilistan. 2009 certifierades singeln guld för 10 000 sålda exemplar. Sångaren Plura Jonsson framförde sin egen tolkning av låten i Så mycket bättre som utgavs digitalt i november 2010 och nådde nummer fyrtiofyra på Sverigetopplistan.

## Bakgrund

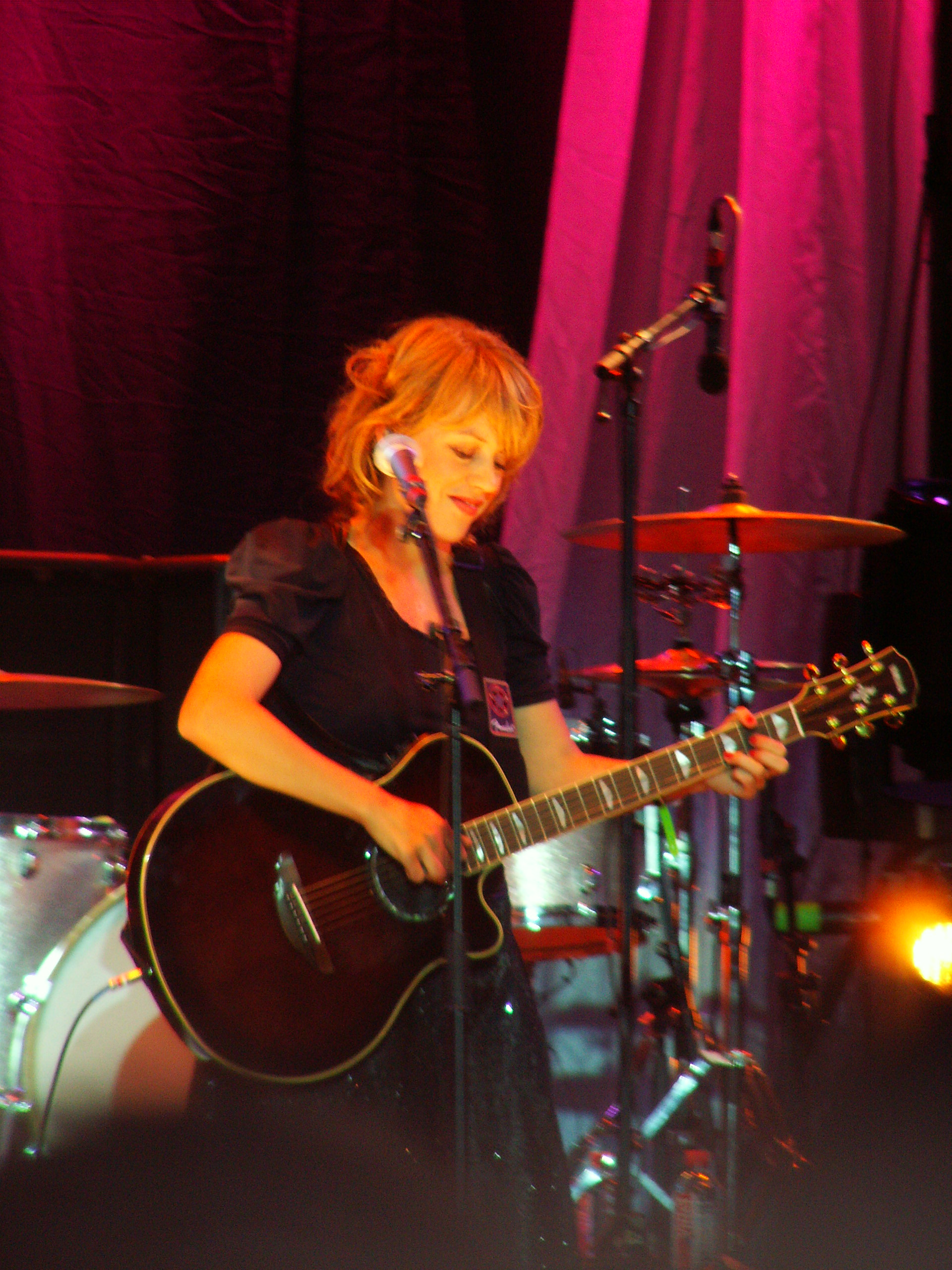
"Logiskt" bygger på Norlins låt "Någon gång måste du bli själv".

"Logiskt" skrevs av Petter och Annika Norlin och producerades av Henrik Oja och Saska Becker. Den komponerades av Norlin och Becker, som även var låtens musiker. Låten bygger på en sampling av Norlins låt "Någon gång måste du bli själv". "Logiskt" kom till när Petter, DJ Sleepy och Becker lyssnade på Norlins album i studion.
Petter skrev låten för att han kände att han behövde rannsaka sig själv och vem han är. Låten och musikvideon är utformade som ett Anonyma Alkoholister-möte. I låten nämner han bland annat att röka gräs. Det reflekterar när han fick en psykos 1993 när han rökte PCP, vilket resulterade i hallucinationer och inbillningar att inte kunna andas. I låten nämner han även att dricka för mycket alkohol och om det sade han, "När jag rannsakar mig själv så finner jag att jag ibland dricker för mycket under vissa perioder. Men den här låten har hjälpt mig väldigt mycket. Ända sedan jag spelade upp den för min fru första gången så har jag börjat leva ett annorlunda liv." Låtens musikvideo regisserades av Gustav Johansson.

## Mottagande

### Kritisk respons
Erik Hjortek från Groove tyckte låten var "trallig och poppig". Han skrev att låten "fungerar ändå bra med sin lekfulla kontrast mellan tonerna och orden." Ida Skovmand från Helsingborgs Dagblad skrev att "Logiskt" var en av albumets svaga låtar med "ljum fingerknäppstakt". Stefan Thungren från Svenska Dagbladet skrev att det "Logiskt" var en av "de allvarligare stunderna" på albumet. Kalle Malmstedt från Göteborgs-Posten gav låten fem i betyg och skrev, "En av Petters bästa låtar någonsin? Ett självutlämnande om svårigheter att hantera stress, arbetsnarkomani och droger. [...] Allt till en Annika Norlin-hook värd att dö för. Stor litteratur. Wow!"

### Listframgångar
"Logiskt" debuterade som nummer tjugofyra på Sverigetopplistan den 6 december 2007. Nästa vecka steg den en placering till tjugotre, och nästa vecka steg den till nummer arton. Den 10 januari 2008 nådde låten nummer tio, vilket blev dess högsta placering. Den 27 januari 2008 låg låten som nummer fjorton på Svensktoppen. På svenska realtoneslistan debuterade låten som nummer femton den 28 januari 2008. Tre veckor senare nådde den nummer fem. Den 9 oktober 2009 certifierades singeln guld av Grammofonleverantörernas förening för 10 000 sålda exemplar.
"Logiskt" debuterade på Digilistan den 9 december 2007 som nummer tjugo. Veckan därpå steg den till nummer fjorton, och nästa vecka till nummer elva. Den 3 februari 2008 nådde låten nummer tio, vilket blev dess högsta placering. Låten tillbringade sexton veckor på listan. På Trackslistan, som generas av personer som röstar, debuterade låten som nummer tolv den 5 januari 2008. Låten nådde andraplatsen och låg kvar där i tre veckor.

## Topplistor och certifikat
| Topplista (2008)            | Högsta position |
| --------------------------- | --------------- |
| Digilistan                  | 10              |
| Svensktoppen                | 14              |
| Sverigetopplistan           | 10              |
| Sverigetopplistan Realtones | 5               |
| Trackslistan                | 2               |

| Land    | Certifikat |
| ------- | ---------- |
| Sverige | Guld       |

## Plura Jonssons version
Under hösten 2010 gick underhållningsprogrammet Så mycket bättre på TV4. I varje avsnitt hade en av artisterna en egen dag tillägnad sig och under dagen framförde de andra artisterna sina egna tolkningar av artistens låtar. Plura Jonsson framförde sin tolkning av "Logiskt" under Petters dag. Versionen släpptes på Itunes och Spotify den 4 november 2010. Den 3 december 2010 gick låten in som nummer fyrtiofyra på Sverigetopplistan och nummer elva på Digilistan.